# A.K.A. (album)
A.K.A. (en akronym för Also Known As) är den amerikanska artisten Jennifer Lopez åttonde studioalbum. Det gavs ut den 13 juni 2014 på Capitol Records.

## Bakgrund
I april 2012, vid utgivningen av Lopez singel "Dance Again", förklarade hon att hon inte var säker på om låten var huvudsingeln från ett samlingsalbum eller ett nytt studioalbum. Lopez var fortfarande osäker i maj samma år när låten "Goin' In" släpptes som singel och inkluderades på soundtrackalbumet till filmen Step Up Revolution. Lopez förklarade att hon behövde göra ett samlingsalbum för att fullfölja sitt kontrakt med Epic Records, hennes tidigare skivbolag: "Jag är skyldig mitt skivbolag ett samlingsalbum... eller så kan jag fortsätta och göra ett helt nytt album. Jag har inte bestämt mig än." I slutändan valde hon att ge ut sitt första samlingsalbum; Dance Again... the Hits, den 24 juli 2012. Utgivningen sammanföll med Lopez första världsturné, Dance Again World Tour, som pågick fram till årsslutet. Lopez valde därefter att lämna sin roll som jurymedlem i realityserien American Idol, en plattform som två år tidigare förnyat hennes karriär efter en mindre framgångsrik period. Nu ville hon dock åter fokusera på sin turné och filmkarriär.

## Inspelning
"Jag älskar verkligen processen att skapa ett album, särskilt den här för jag tog lång tid på mig. Min turné slutade förra året och jag klev direkt tillbaka in i studion. För första gången kunde jag verkligen ta mig tid. Vanligtvis gör jag mina album på några månader men den här har tagit mig ett år att få ihop. Steg för steg har jag låtit några smakprover komma ut och nu är jag redo att ge ut resten."
I november 2012 bekräftade RedOne att han var albumets chefsproducent. Han sa till MTV News: "Vi har redan helt otroliga låtar. Det är fantastiskt. Det är många blandade stilar. Allt är väldigt 'Jennifer Lopez'." Han fortsatte att beskriva skivan som speciell: "Den handlar inte bara om en sak utan allt du går igenom. Det är ett väldigt speciellt album. Det känns som att, för oss, måste den här skivan visa hela hennes person, inte bara en del. Ni kommer att kunna höra alla olika sidor, den urbana/hiphopen och den kommersiella, likt låtarna hon gjorde med Ja Rule. Albumet innehåller allt du älskar henne för, däribland dansen, det rytmiska och latinmusiken." I december samma år bekräftade Lopez att hon skulle börja spela in material till sitt åttonde studioalbum efter att hennes världsturné slutförts. Följande månad meddelade Lopez till USA Today att hennes primära fokus låg på filmer men att hon långsamt arbetade på albumet; "Jag jobbar aldrig inte på musik." I en intervju med People avslöjade Lopez att hon skrivit en låt med titeln "We Loved" om hennes skilsmässa med Marc Anthony som fick henne att gråta under inspelningen. Hon kommenterade kort vilken typ av musik hon spelade in till albumet: "Jag gör allt det som jag tror folk förväntar sig av mig."

## Musik och låttext
Om albumets sound och lyrism sa Lopez: "Det kommer att bli ett annat sound, mycket har hänt mig de senaste två åren. Jag har förändras lite, min uppfattning om kärlek har förändras... man växer." Hennes skilsmässa med Anthony inspirerade låttext till albumet. Hon klargjorde dock att huvudämnet på albumet fortfarande var kärlek, "Det är min motivation. Det är vad jag tänker på. I grund och botten är det vad jag är." Om sin förhållning till albumet sa Lopez att "det var mycket jag behövde få säga" och "mitt mål var bara att vara så uppriktig som möjligt. Du vet, jag gick igenom mycket i mitt liv under min turné. Jag hade tagit mig igenom en skilsmässa. Mycket hade hänt. Jag kände verkligen att det här var en vändpunkt i mitt liv."
Musikgenrer som albumet utforskar, enligt Lopez, är R&B/hiphop, dans, pop, latin, och funk. Hon sa: "Mina rötter ligger i hiphop, R&B, pop, latin och det här albumet har fört mig tillbaka till dem."

## Singlar
I januari 2014 släpptes låtarna "Same Girl" och "Girls" på internet som marknadsföringssinglar. En musikvideo för "Same Girl" filmades med handkamera i området Castle Hill i Bronx, Lopez hemstad. Den regisserades av Steve Gomillion och Dennis Leupold. "I Luh Ya Papi" med rapparen French Montana hade premiär den 5 mars 2014. Två ytterligare versioner av låten skapades, med ytterligare rapverser från Big Sean och Tyga. Lopez filmade videon för "I Luh Ya Papi" i Miami, med Jessy Terrero som regissör.
Låten "First Love" gav ut som skivans andra singel. Musikvideon, som regisserades av Anthony Mandler, hade premiär den 29 maj 2014. Den svart-vita videon visar Lopez tillsammans med den brittiska modellen David Gandy och utspelar sig i Mojaveöknen.

## Utgivning
Den 1 januari 2013 meddelade Lopez via sitt officiella Twitter-konto att hennes åttonde studioalbum skulle ges ut någon gång under det året och tjäna som uppföljare till hennes sjunde studioalbum Love? (2011). I början av mars 2014 berättade Lopez att hon hade fram till den 17 mars att färdigställa projektet. Hon sa: "Det hänns som att det här är mitt första album för det är mitt tionde (med remixalbumet J to tha L–O! The Remixes (2002) och Dance Again... the Hits (2011) medräknade) och det är väldigt speciellt för mig."
Den 29 april avslöjade Lopez att hon valde mellan två albumtitlar, Same Girl och A.K.A.. Om namnen sa hon: "Det känns som jag har så många titlar och jag gör så många olika saker." Om albumets koncept sa Lopez: "Om du lyssnar på mina album så har de alltid handlat om kärlek. Det var alltid en speciell kärlek, nästan som i sagor; jag hoppades, bad och önskade mig det." På albumomslaget stirrar Lopez mot kameran, iklädd en röd läderklänning.

## Marknadsföring
Lopez framförde "I Luh Ya Papi" live den 20 mars 2014 i ett avsnitt av American Idol, där hon också arbetade som domare. Numret öppnades med en a cappella-introduktion där Lopez sjöng med Jessica Sanchez, Allison Iraheta och Pia Toscano vilka var tävlande från tidigare säsonger av serien. French Montana gjorde Lopez sällskap på scenen mot slutet av showen. Lopez framförde "First Love" för första gången vid den årliga prisceremonin Billboard Music Awards där hon också mottog priset Icon Award. För att marknadsföra albumet ger sig Lopez ut på en kort turné med sex stopp. Hon kommer att uppträda vid Xfinity Center i Mansfield, Massachusetts den 30 maj, vid New York Neighborhood Sessions den 31 maj, vid State Farm den 4 juni och senare två shower i programmet The Tonight Show with Jimmy Fallon den 16 juni och vid Good Morning America den 20 juni 2014.

### Turnédatum
| Datum        | Stad        | Land        | Plats                              | Öppningsakt |
| Nordamerika  | Nordamerika | Nordamerika | Nordamerika                        | Nordamerika |
| ------------ | ----------- | ----------- | ---------------------------------- | ----------- |
| 30 maj 2014  | Mansfield   | USA         | Xfinity Center                     | Pia Toscano |
| 31 maj 2014  | Mansfield   | USA         | Xfinity Center                     | Pia Toscano |
| 4 juni 2014  | New York    | USA         | State Farm Neighborhood Sessions   | Pia Toscano |
| 16 juni 2014 | Orlando     | USA         | The Tonight Show with Jimmy Fallon | Pia Toscano |
| 20 juni 2014 | New York    | USA         | Good Morning America               | Pia Toscano |
| 21 juni 2014 | Ledyard     | USA         | Foxwoods Casino                    | Pia Toscano |

## Kommersiell prestation
Den 13 juni 2014 uppskattade Billboard att 30 000 exemplar av A.K.A. skulle säljas i USA första veckan efter utgivning.

## Låtlista
| 1.           | A.K.A. (featuring T.I.)                  | Leon "Roccstar" Youngblood, Steven Franks, Terence Coles, Trevion "Tempo" Stokes, Mark Pitts, Kristina Marie Stephens, Clifford Joseph Harris, Jr., Jennifer Lopez | Youngblood, Franks                     | 3:48  |
| 2.           | First Love                               | Max Martin, Savan Kotecha, Ilya Salmanzadeh | Martin, Ilya                           | 3:35  |
| 3.           | Never Satisfied                          | Alejandro Salazar, Ilsey Juber, Lopez | A. Chal, Cory Rooney                   | 3:13  |
| 4.           | I Luh Ya Papi (featuring French Montana) | Noel "Detail" Fisher, Andre Proctor, Karim Kharbouch, Lopez | Fisher                                 | 3:26  |
| 5.           | Acting Like That (featuring Iggy Azalea) | Youngblood, Yoni "Soundtrack" Ayal, Coles, James "JDoe" Smith, Pitts, Stephens, Amelia Amethyst Kelly, Lopez                                                       | Youngblood, Ayal, Rooney, Trevor Muzzy | 3:17  |
| 6.           | Emotions                                 | Chris Brown, Chantal Kreviazuk, Shama Joseph, Rooney, Lopez | Sham, Rooney                           | 4:13  |
| 7.           | So Good                                  | Youngblood, Ayal, Taylor Parks, Yacoub Kasawa, Pitts, Stephens, Lopez                                                                                              | Youngblood, Ayal                       | 3:44  |
| 8.           | Let It Be Me                             | Harmony Samuels, Kirby Lauryen, Lopez | Samuels                                | 3:46  |
| 9.           | Worry No More (featuring Rick Ross)      | Fisher, Jake Troth, William Leonard Roberts II, Lopez | Fisher                                 | 3:49  |
| 10.          | Booty (featuring Pitbull)                | Rooney, Lopez, Benny Medina, Brown, Asia Bryant, Armando Perez, Thomas Wesley Pentz, Lewis D. Gittus, Tedra Renee Wilson, Danny Omerhodic                          | Rooney, Lopez, Medina                  | 3:23  |
| Total längd: | Total längd:                             | Total längd: | Total längd:                           | 36:16 |

| 11.          | Tens (featuring Jack Mizrahi)        | Jovan JR Taylor, Antwan "Amadeus" Thompson, Charles Stephens III, Lopez                                                         | Taylor, Thompson, Stephens III, Rooney | 3:55  |
| 12.          | Troubeaux (featuring Nas)            | Andrew "Pop" Wansel, Warren "Oak" Felder, Steve Mostyn, Tiyon Mack, Ursula Yancy, Nasir Jones, Lopez, Marty Balin, Paul Kantner | Wansel, Felder, Mostyn                 | 4:04  |
| 13.          | Expertease (Ready Set Go)            | Felder, Mostyn, Sia Furler, Lopez                                                                                               | Felder, Mostyn                         | 4:04  |
| 14.          | Same Girl (featuring French Montana) | Brown, Thompson, Stephens III, Ryan M. Tedder, Lopez                                                                            | Thompson, Tedder, Stephens III         | 4:05  |
| Total längd: | Total längd:                         | Total längd: | Total längd:                           | 52:26 |

| 15.          | Charades               | Qura Rankin, Tina Davis, Lopez | Youngblood   | 2:52  |
| 16.          | Girls (featuring Tyga) | Lopez, Dijon McFarlane, Bryant | DJ Mustard   | 4:39  |
| Total längd: | Total längd:           | Total längd:                   | Total längd: | 60:06 |

## Utgivningshistorik
| Land           | Datum        | Utgåva           | Skivbolag |
| -------------- | ------------ | ---------------- | --------- |
| Tyskland       | 13 juni 2014 | Standard, deluxe | Universal |
| Nederländerna  | 13 juni 2014 | Standard, deluxe | Universal |
| Storbritannien | 16 juni 2014 | Standard, deluxe | Capitol   |
| Kanada         | 17 juni 2014 | Standard, deluxe | Universal |
| Polen          | 17 juni 2014 | Standard, deluxe | Universal |
| Spanien        | 17 juni 2014 | Standard, deluxe | Universal |
| USA            | 17 juni 2014 | Standard, deluxe | Capitol   |
| Japan          | 18 juni 2014 | Standard         | Universal |
| Australien     | 20 juni 2014 | Standard, deluxe | Universal |
| Brasilien      | 20 juni 2014 | Standard         | Universal |
| Frankrike      | 30 juni 2014 | Standard, deluxe | Universal |